# 夫婦池
夫婦池（ふうふいけ、めおといけ）は、徳島県美馬郡つるぎ町（旧一宇村）にある池である。

## 地理・歴史
旧美馬郡一宇村と旧三好郡東祖谷山村との境界付近にある大小ふたつの池の呼称。東側を雄池（おんいけ）といい、沼沢状で長径約120m。道路を隔てた西側の雌池（めんいけ）は小さいが深く、昔は大蛇がいたという伝説がある。北の御荷鉾統と南の古生界との境界付近にある。
大規模な地滑りの結果形状されたくぼ地に水がたまったものと考えられる。塔丸と丸笹山の間の標高1,450m内外の稜線付近にあり、高原状を呈する。ミズナラやブナの群生があり、一帯は県民の森に指定された。
以前は北麓の葛龍から標高800mを登ったところにある休憩地であった。昭和30年代の末、剣山観光道路が開通し、雄池のほとりに国民宿舎・剣山荘や林業資料館が建設された。近くから剣山などの展望ができ、手軽に高原情緒を楽しめる場所である。

## 交通
- JR徳島線貞光駅下車、徳島バス一宇線「剣橋（終点）」下車、徒歩約3時間（夏期は見ノ越までバスの運行あり。「夫婦池前」下車すぐ）。
- 国道192号「穴吹」、41km（車で90分） 。